# Liste der Wissenschaftsminister von Niedersachsen
Liste der Wissenschaftsminister von Niedersachsen.

## Wissenschaftsminister Niedersachsen (seit 1946)
| Name                                              | Amtsantritt                                       | Kabinett                                          | Partei                                            |
| Minister für Volksbildung, Kunst und Wissenschaft | Minister für Volksbildung, Kunst und Wissenschaft | Minister für Volksbildung, Kunst und Wissenschaft | Minister für Volksbildung, Kunst und Wissenschaft |
| ------------------------------------------------- | ------------------------------------------------- | ------------------------------------------------- | ------------------------------------------------- |
| Adolf Grimme                                      | 25. November 1946                                 | Kopf I                                            | SPD                                               |
| Minister für Kultus                               |                                                   |                                                   |                                                   |
| Adolf Grimme                                      | 11. Juni 1947 9. Juni 1948                        | Kopf II Kopf III                                  | SPD                                               |
| Hinrich Wilhelm Kopf                              | 15. November 1948                                 | Kopf III                                          | SPD                                               |
| Richard Voigt                                     | 10. Dezember 1948 13. Juni 1951                   | Kopf III Kopf IV                                  | SPD                                               |
| Leonhard Schlüter                                 | 26. Mai 1955                                      | Hellwege I                                        | FDP                                               |
| Heinrich Hellwege                                 | 11. Juni 1955                                     | Hellwege I                                        | DP                                                |
| Richard Tantzen                                   | 14. September 1955                                | Hellwege I                                        | FDP                                               |
| Richard Langeheine                                | 29. Februar 1956 4. Dezember 1957                 | Hellwege I Hellwege II                            | DP                                                |
| Richard Voigt                                     | 12. Mai 1959 29. Dezember 1961                    | Kopf V Diederichs I                               | SPD                                               |
| Hans Mühlenfeld                                   | 12. Juni 1963                                     | Diederichs II                                     | FDP                                               |
| Richard Langeheine                                | 19. Mai 1965 5. Juli 1967                         | Diederichs III Diederichs IV                      | CDU                                               |
| Peter von Oertzen                                 | 8. Juli 1970                                      | Kubel I                                           | SPD                                               |
| Minister für Wissenschaft und Kunst               |                                                   |                                                   |                                                   |
| Joist Grolle                                      | 10. Juli 1974                                     | Kubel II                                          | SPD                                               |
| Werner Remmers                                    | 13. Februar 1976 19. Januar 1977                  | Albrecht I Albrecht II                            | CDU                                               |
| Eduard Pestel                                     | 16. Februar 1977 28. Juni 1978                    | Albrecht II Albrecht III                          | CDU                                               |
| Johann-Tönjes Cassens                             | 20. Mai 1981 22. Juni 1982 9. Juli 1986           | Albrecht III Albrecht IV Albrecht V               | CDU                                               |
| Minister für Wissenschaft und Kultur              |                                                   |                                                   |                                                   |
| Helga Schuchardt                                  | 21. Juni 1990 23. Juni 1994                       | Schröder I Schröder II                            | parteilos                                         |
| Thomas Oppermann                                  | 30. März 1998 28. Oktober 1998 15. Dezember 1999  | Schröder III Glogowski Gabriel                    | SPD                                               |
| Lutz Stratmann                                    | 4. März 2003 26. Februar 2008                     | Wulff I Wulff II                                  | CDU                                               |
| Johanna Wanka                                     | 27. April 2010 1. Juli 2010                       | Wulff II McAllister                               | CDU                                               |
| Gabriele Heinen-Kljajić                           | 19. Februar 2013                                  | Weil I                                            | Grüne                                             |
| Björn Thümler                                     | 22. November 2017                                 | Weil II                                           | CDU                                               |
| Falko Mohrs                                       | 8. November 2022 20. Mai 2025                     | Weil III Lies                                     | SPD                                               |